# Porella fragilis
Porella fragilis är en mossdjursart som beskrevs av Levinsen 1914. Porella fragilis ingår i släktet Porella och familjen Bryocryptellidae. Inga underarter finns listade i Catalogue of Life.